# 伍茲敦 (喬治亞州)
伍茲敦（英語：Woodstown）是位於美國喬治亞州亨利縣的一個鬼鎮。由於此地已於1901年被荒廢，本地已無人居住。

## 地理
伍茲敦的座標為33°26′50″N 83°57′23″W / 33.44722°N 83.95639°W，而該地的平均海拔高度為198米（即660英尺）。